# 허밍
"허밍"은 2008년에 개봉한 대한민국의 영화이다.

## 캐스팅
- 이천희 : 준서 역
- 한지혜 : 미연 역
- 정재진 : 교수님 역
- 박충선 : 경비원 역
- 김수현 : 담당의사 역
- 박근수 : 조교 역
- 손은서 : 수의사 역
- 이휘향 (우정출연)
- 이민기 : 준서의 친구, 천재 역 (우정출연)
- 이정헌 (우정출연)
- 김해인 (우정출연)
- 채윤서 : 여고생 역 (우정출연)